# Val Dufour
Albert Valéry Dufour (5 de fevereiro de 1927 – 27 de julho de 2000) foi um ator estadunidense. Ele ganhou um Emmy como melhor ator por interpretar John Wyatt na soap opera Search for Tomorrow. Também atuou em The Edge of Night e Another World.

## Biografia
Dufour nasceu Albert Valéry em New Orleans. Depois de se formar na Universidade do Estado da Luisiana, mudou-se para Nova York, onde estudou atuação na Actors Studio.

## Carreira
Durante sete anos em Hollywood, Dufour participou de muitos programas de televisão, incluindo Gunsmoke e Have Gun – Will Travel. Entre os filmes o qual participou estão Ben-Hur e King of Kings.